# Robinson Helicopter
La Robinson Helicopter Company è il più grande produttore di elicotteri civili del mondo. L'azienda fu fondata in California nel 1973 da Frank D. Robinson, un ex dipendente della Bell Helicopter e della Hughes Helicopters. Attualmente la sede è a Torrance, Los Angeles.
Da oltre venti anni la Robinson è la regina indiscussa del mercato degli elicotteri leggeri con motori a pistoni, con un'organizzazione a network globale; ha più di 110 "factory-authorized dealers" e 290 service centers in 50 paesi, includendo Cina e Russia.

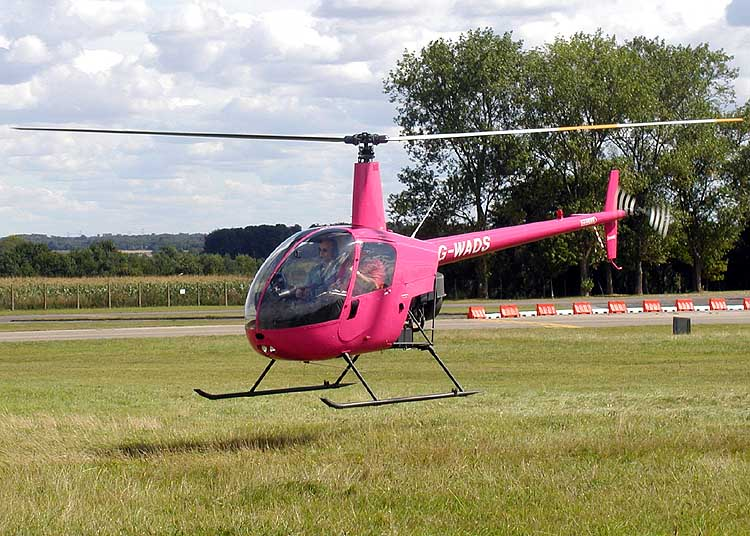
Un elicottero Robinson R22 Beta

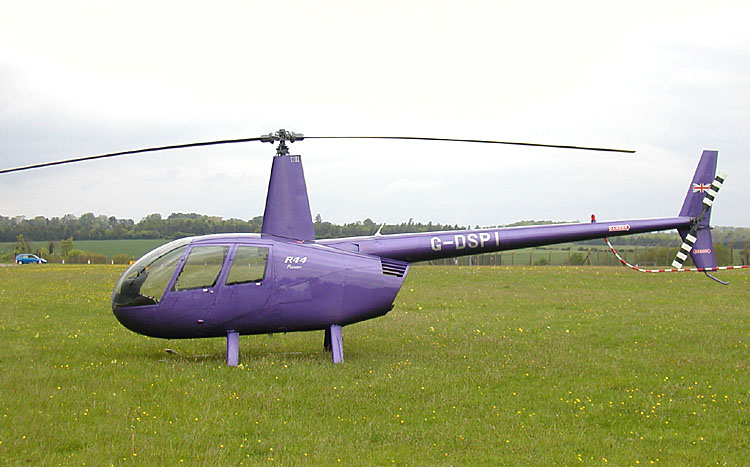
Elicottero Robinson R44

La Robinson produce da sola più elicotteri di tutte le aziende del nord America insieme.
Gli elicotteri Robinson sono fra i meno costosi al mondo, pur garantendo elevati standard di prestazione e sicurezza. 
A differenza della maggior parte degli altri elicotteri, che utilizza motori a turbina, i Robinson utilizzano un motore a pistoni della Lycoming, praticamente identico a quelli utilizzati negli aerei ad ala fissa della aviazione generale, tipo il Cessna 172. 
La maggiore economia dei motori a pistoni, va a scapito delle prestazioni, in quanto un motore a turboalbero a parità di peso è due o tre volte più potente.

## Prodotti
- Robinson R22: è un piccolo elicottero a due posti, bipala, monomotore a pistoni. È il più importante velivolo nella categoria "entry level". È il modello più usato al mondo dalle scuole di volo per elicotteri. Il suo concorrente, lo Schweizer 300C, ha una configurazione simile, ma viene prodotto in quantità inferiori.
- Robinson R44: è un elicottero a quattro posti, bipala, monomotore a pistoni. A seguito dell'introduzione dei comandi idraulici alla fine degli anni novanta, che hanno aumentato notevolmente il comfort di pilotaggio, è stato e continua a primeggiare nelle classifiche degli elicotteri più venduti al mondo. Il modello R44 è usato nella versione "POLICE" dalle polizie di diversi paesi del mondo, diventando un concorrente del Bell 206 che, pur avendo prestazioni e capacità di carico maggiori, ha un costo di acquisto ed esercizio molto maggiore a causa del motore a turbina.

Nel marzo 2007, la Robinson ha annunciato un piano per la produzione del modello Robinson R66, un elicottero a 5 posti dalla configurazione simile a quella del R44, ma con in aggiunta un compartimento portabagagli, una cabina più ampia (8 pollici) e che utilizzerà, per la prima volta un motore turboalbero, il Rolls-Royce RR300. La vendita del primo R66 si è conclusa nel 2010 e il modello è tuttora in produzione.